# تيار موزمبيق
تيار موزمبيق

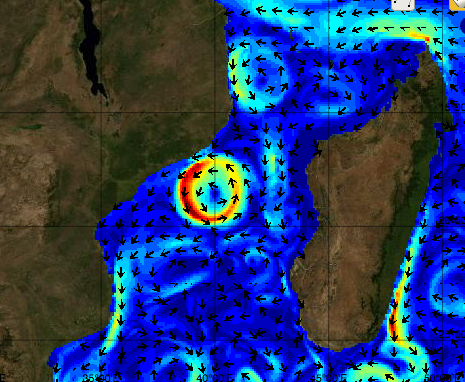

هو تيار مائي حار يساير الساحل الشرقي للقارة الأفريقية, جنوبي خط الاستواء في المحيط الهندي الغربي, تتدفق مياهه عبر قنال موزمبيق مستمراً جنوباً عبر تيار أجولهاس الحار عند ساحل جنوب شرق أفريقيا.
المصدر
المعجم الجغرافي المناخي